# ناو إيواداتا
ناو إيواداتا (باليابانية: 岩舘 直) (17 أغسطس 1988 في يوكوهاما في اليابان – )؛ هو لاعب كرة قدم كان يلعب كحارس مرمى.

## وصلات خارجية
- ناو إيواداتا على موقع الاتحاد الدولي (مؤرشف)  (الإنجليزية)
- ناو إيواداتا على موقع رابطة كرة القدم اليابانية للمحترفين (اليابانية)
- ناو إيواداتا على موقع قاعدة بيانات كرة القدم.إي يو (الإنجليزية)
- ناو إيواداتا على موقع Soccerway.com (الإنجليزية)
- ناو إيواداتا على موقع عالم كرة القدم.نت (الإنجليزية)